# Bädda gubbe
Att bädda gubbe är en typ av spratt där man bäddar en säng så det ser ut som om någon ligger och sover i denna. Lakanen föses ihop på ett sätt så det ser ut som om någon ligger i sängen. Täcket dras ofta uppåt mot kudden så att det ser ut som om någon dragit upp täcket lite över huvudet. Ofta kompletteras det med att det fylls ut under täcket med något som fyller ut så det ser ut som en person kan ligga där. Vanligtvis görs detta med till exempel kläder.
I filmer förekommer det särskilt i två sammanhang. Det ena är när tonårsbarn med utegångsförbud vill lura sina föräldrar för att olovligen kunna smita ut och in obemärkt. Det andra är när en fånge försöker rymma från sin fängelsecell och vill lura patrullerande vakter för att få större försprång.